# Арутюнян, Сергей Гургенович
Сергей Гургенович Арутюнян (арм. Սերգեյ Գուրգենի Հարությունյան; род. 3 мая 1953, Кировакан, Кироваканский район) — армянский хоровой дирижёр, преподаватель Ванадзорского государственного университета, профессор, основатель и художественный руководитель хора «Биайна».

## Биография
Сергей Арутюнян родился в 3 мая 1953 года. 1968—1972 г. учился в хоровом отделении Кироваканского музыкального училища им. М. Тавризяна. Музыкальную деятельность он начал с 1977 года  —  после получения высшего образования Ереванской государственной консерватории им. Комитаса. В начале трудовой карьеры он работал в общеобразовательных и музыкальных школах города Кировакан в качестве педагога хорового искусства. В 1983 году ему доверили должность директора музыкальной школы села Маргаовит, которая при его руководстве получил статус художественной школы. С 1997 года он перешел на работу преподавателя в Ванадзорском государственном университете.
Помимо преподавательской практики Сергей Арутюнян активно занимался также и творческой деятельностью. Свой первый четырёхголосный хоровой коллектив «Молодёжный» он создал в городе Кировакан, в состав которого входили в основном певцы-любители. В очень короткий срок с этим ново созданным коллективом ему удалось получить признание в родном городе, участвовать в отечественных и зарубежных фестивалях, удостоиться наград разных степеней. В 2002 году Сергей Арутюнян создал женскую хоровую группу «Сурб тирамайр», с которой концертами выступал в нескольких городах США, таких как Пасадена, Глендейл и Монтебелло. В 2004 году он параллельно основал мужскую хоровую группу, к которой в 2013 году соединил женскую группу. В 2016 году на основе группы «Сурб тирамайр» Сергей Арутюнян создал новую женскую хоровую группу «Биайна», которая в мае этого же года становится первым лауреатом Ереванского хорового фестиваля «Армения».
В 2021 году при авторстве Сергея Арутюняна вышел в свет учебное пособие «Комитас», где он представляет свои переложения 25 произведений Комитаса.
За внушительный вклад в дело развития хорового искусства Армении, 22 сентября 2023 года - в день 65-летнего юбилея основания Музыкального Сообщества Армении, Сергей Арутюнян был награжден памятной медалью «Комитас».

## Награды и звания
- Грамота Лорийской губернии
- Грамота Ванадзорской общины (2014)
- Грамота министерства культуры РА (2015)
- Грамота министерства культуры РА (2018)
- Лауреат первой премии международного фестиваля «Верацнунд» (2018)
- Грамота Ванадзорской общины (2019)
- Грамота Ванадзорской общины (2021)
- Грамота Ванадзорской общины (2022)
- Памятный медаль «Комитас» (2023)
- Почетный гражданин общины Памбак[10]
- Доцент Ванадзорского государственного университета
- Профессор Ванадзорского государственного университета.